# Parque regional de Cabo Cope y Puntas de Calnegre

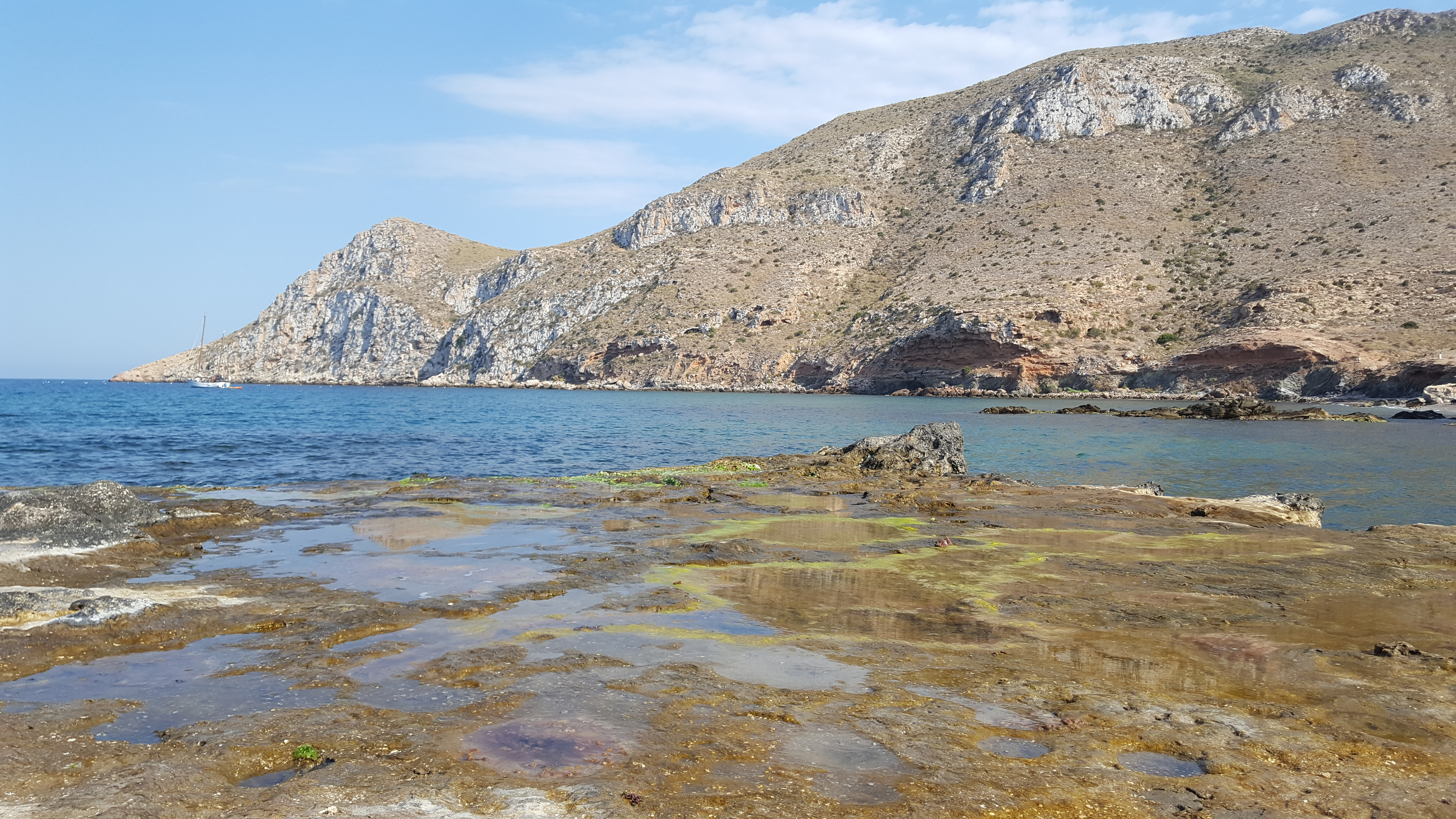
Vista de cabo Cope desde la playa de Cope (Águilas)

El Parque Regional Calnegre y Cabo Cope es un espacio natural protegido español situado entre los municipios de Lorca y Águilas en la Región de Murcia, que protege una banda de 17 km de costa virgen, a lo largo de la bahía de Mazarrón. Actualmente se encuentra amenazado por el proyecto de urbanización Marina de Cope, que prevé la recalificación de gran parte del mismo para construir un complejo turístico.

## Historia
Se han encontrado restos que datan del Neolítico en las cuevas de cabo Cope. Asimismo, también hubo un asentamiento argárico en el Cerro de la Cruz. Destaca la torre de Cope, edificada en el siglo XVI. Esta torre defensiva fue construida con el objeto de alertar y protegerse de las incursiones de los piratas berberiscos. 
En 1974 fue escenario de la oposición a la instalación de una central nuclear por parte de Hidroeléctrica Española, que debía empezar a funcionar en 1980. Entre los que se oponían al proyecto desctacaron Mario Gaviria y Paco Rabal, junto a diversos profesores de la Universidad de Murcia que justificaron los peligros de la energía atómica a la par que la importancia ecológica de la zona. Lograron coordinar la lucha frente al Ministerio de Industria, logrando su objetivo 4 años después, siendo retirado el proyecto. La oposición al proyecto es uno de los inicios de la lucha social para pedir la moratoria nuclear en España.

## Características
Fue declarado parque regional por la legislación de la comunidad autónoma de la Región de Murcia (Ley de Ordenación y Protección del Territorio de la Región de Murcia de 1992).
Se encuentra incluido dentro de la ZEPA Sierra de la Almenara, Moreras y Cabo Cope y está declarado también como LIC (Lugar de Importancia Comunitaria): LIC Calnegre y LIC-Cabo Cope. 
Una serie de acantilados y calas conforman su costa proporcionando un paisaje singular a lo largo de 17 km de costa virgen y la diversidad de hábitats se traduce en una gran biodiversidad.

### Hábitats

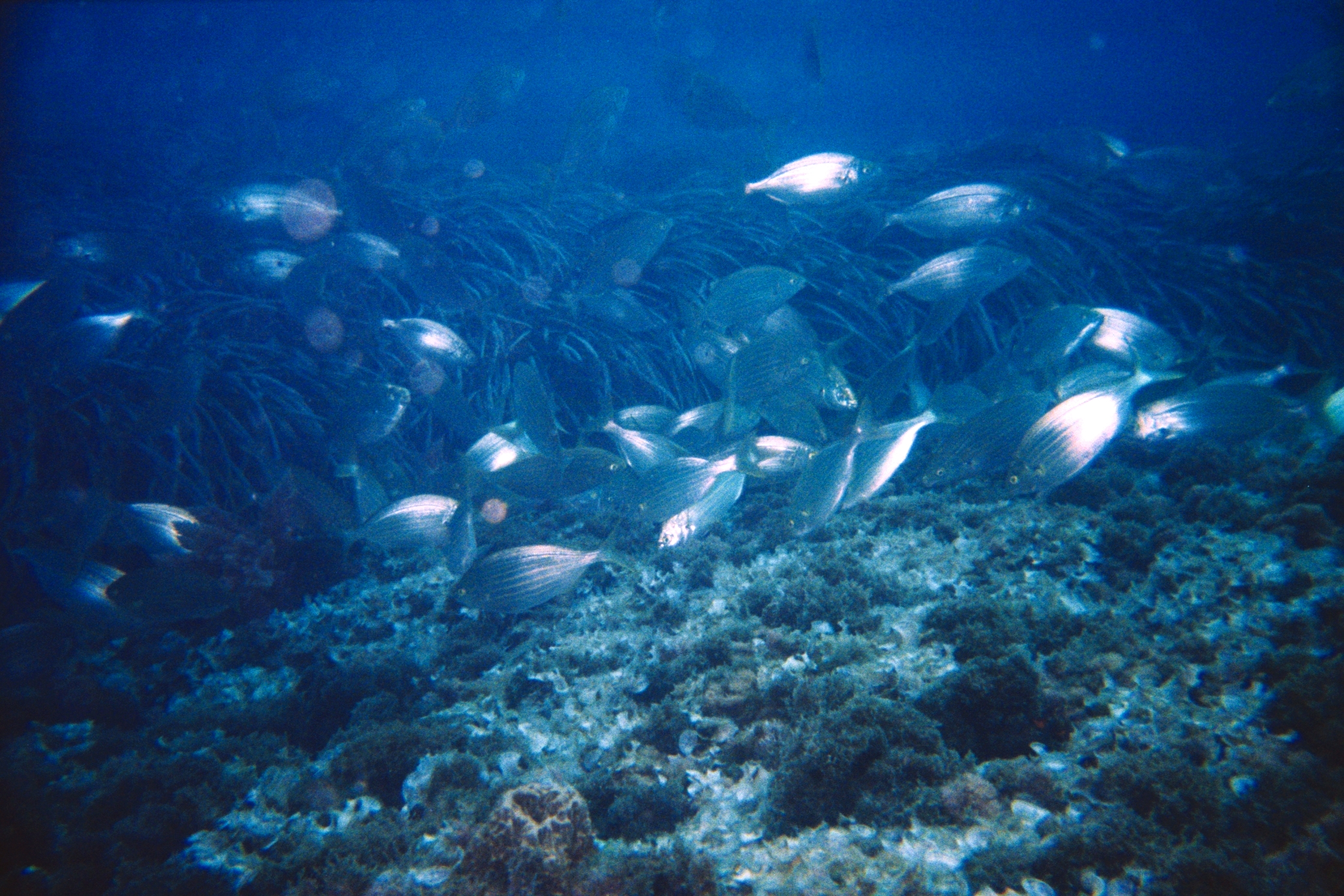
Fondo marino en Calabardina.

Existen 6 hábitats terrestres y 3 marinos de interés comunitario, según la Directiva Europea de Hábitats de 1992:
- 1110: bancos de arena cubiertos permanentemente por agua marina poco profunda.
- 1240: acantilados con vegetación de las costas mediterráneas con Limonium spp. endémicos.
- 1120¹: praderas de posidonia oceanica.
- 1170: arrecifes.
- 1420: matorrales halófilos mediterráneos y termoatlánticos.
- 1430: matorrales halo-nitrófilos.
- 92D0: galerías y matorrales ribereños termomediterráneos.
- 5334' matorrales y tomillares termófilos, principalmente semiáridos.
- 5220¹: matorrales arborescentes de Zyziphus.

¹ Hábitats considerados prioritarios por su importancia a escala europea, de protección obligatoria.

### Estado de conservación
Además de la posibilidad de construcción del macrocomplejo turístico Marina de Cope, diversas asociaciones de vecinos y ecologistas de la zona han denunciado el estado de abandono del parque con acumulación de basuras y plásticos.

## Flora
Existen numerosos elementos del patrimonio natural botánico. La flora vascular asciende a 322 especies y subespecies, incluidos Allium melananthum, conrnicales Periploca angustifolia, Salsola papillosa , azufaifo Ziziphus lotus, ispágula Plantago ovata, siemprevivas, orquídeas, tuera, zamarrillas, espino negro... Muchas de ellas consideradas de gran interés ya que son iberoafricanismos, plantas supervivientes de la época en la que África y Europa estaban unidas. Destaca asimismo la población de sabina negral en el cabo Cope, que se encuentra separada del resto de su área de distribución.

## Fauna
Entre la fauna que vive en el parque destaca la tortuga mora o el águila perdicera, que en España están consideradas como especies en peligro de extinción. Asimismo, entre los reptiles se pueden encontrar ejemplares de sapo corredor, eslizón ibérico, lagarto ocelado o lagartija colirroja. También podemos encontrar la especie Lutra lutra la cual es una especie de nutria. 

### Avifauna
Entre la avifauna se pueden encontrar tanto rapaces como el búho real o el halcón peregrino, como aves de interior: cogujada, terrera, alcaraván, tarabilla, curruca cabecinegra o el escaso camachuelo trompetero (que se encuentra en la categoría de amenazado en la península ibérica). Entre las especies marinas: gaviotas, pardelas o el cormorán moñudo.
Entre los mamíferos que habitan el parque se encuentran el zorro, el conejo y el jabalí. Las especies marinas son también muy abundantes en la extensa pradera de posidonia oceanica.

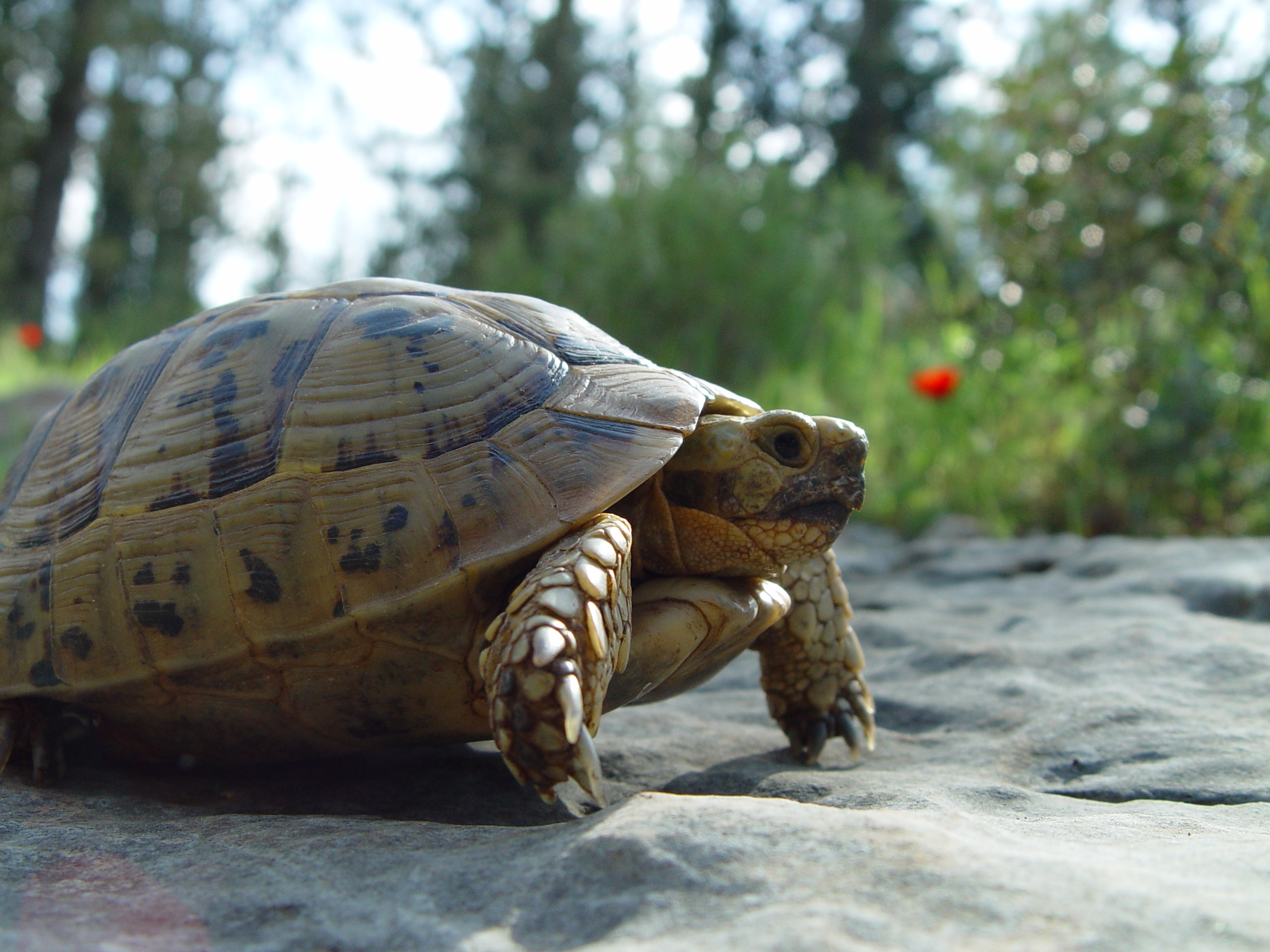
Tortuga mora.
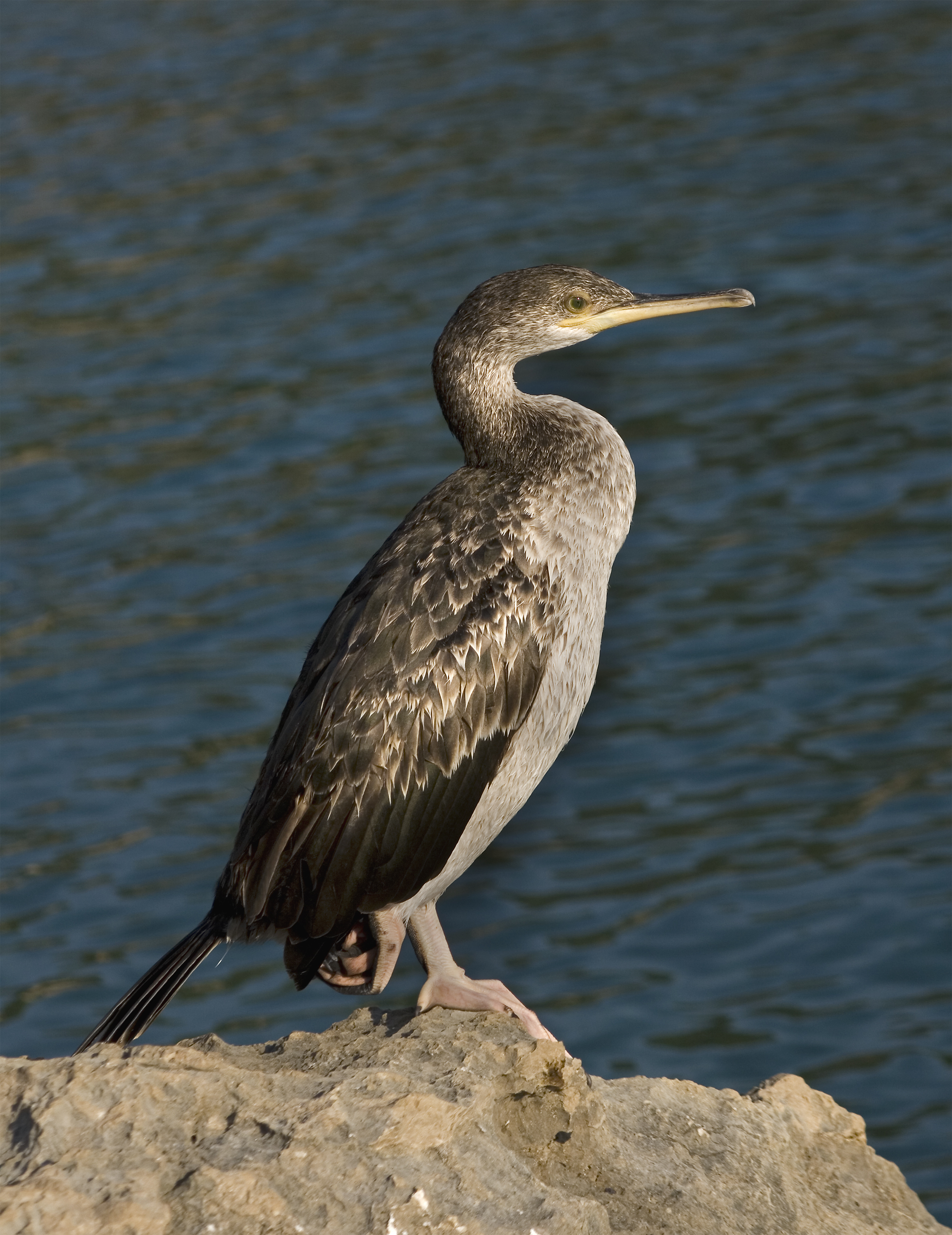
Cormorán moñudo.
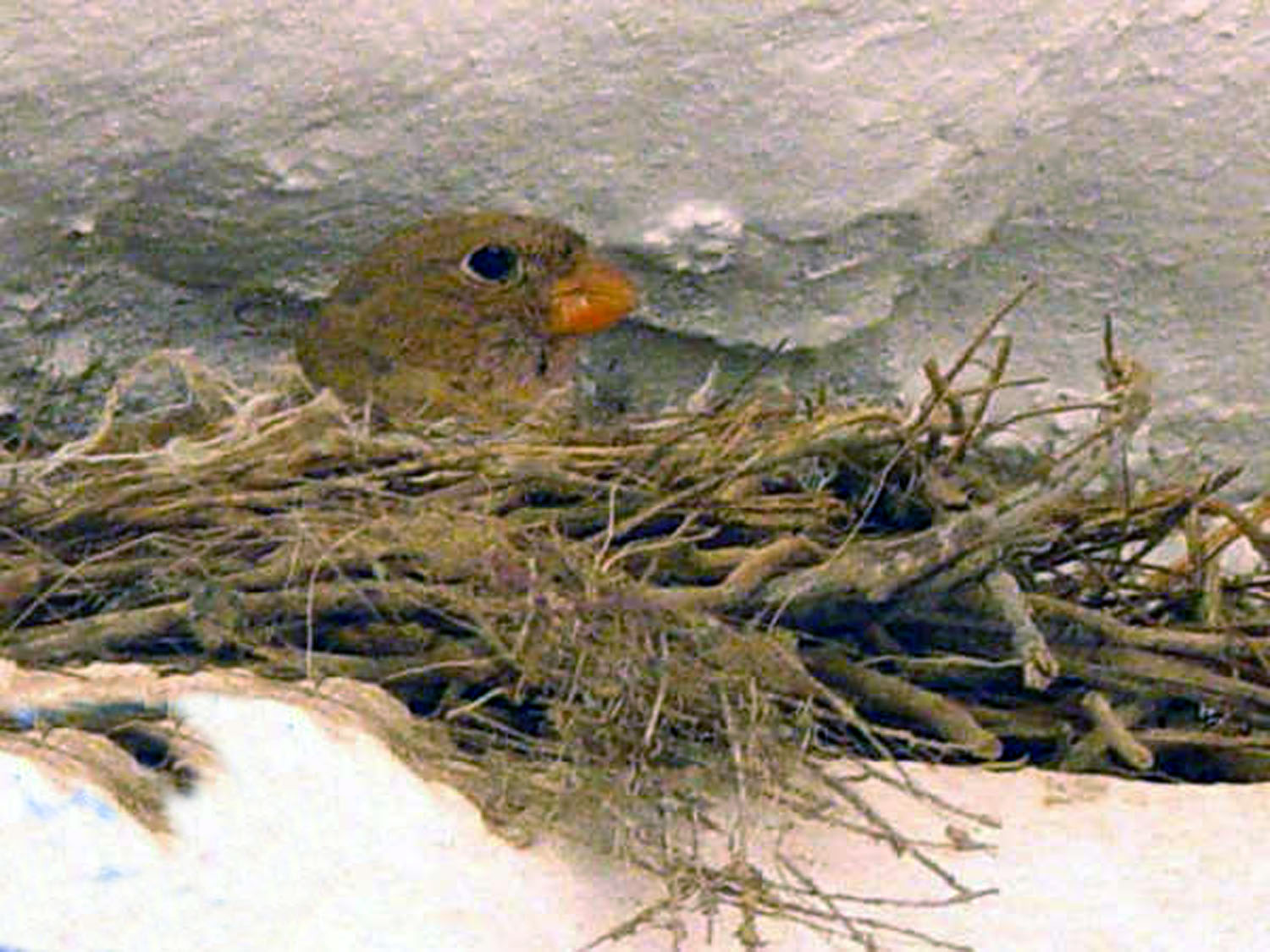
Camachuelo trompetero.
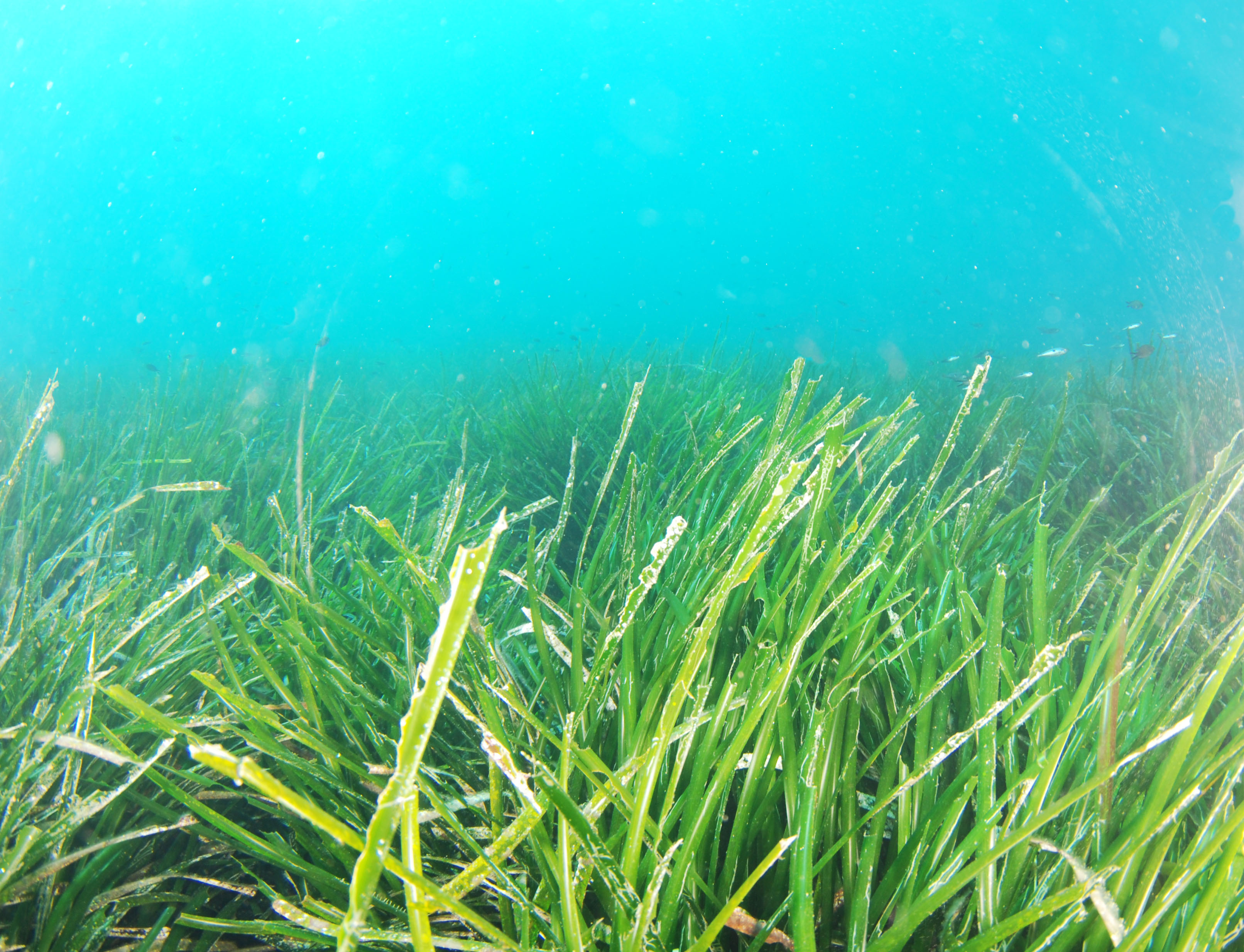
Posidonia oceanica.

## Proyecto urbanístico Marina de Cope
Desde el año 2004 el Gobierno de Murcia (PP) ha impulsado la recalificación de parte del espacio protegido para permitir la construcción de varias urbanizaciones, campos de golf y una marina interior artificial, con el apoyo de los ayuntamientos de Lorca y Águilas. Sin embargo, el proyecto fue contestado ampliamente por diversos sectores sociales debido al impacto sobre el actual parque regional, siendo finalmente anulado por el Tribunal Constitucional en 2012.
Con esta nueva ley del Suelo, el parque regional hubiera perdido el 64% de la protección de su territorio, cerca de 1600 hectáreas, de las cuales 700 de hábitats de interés comunitario. La aplicación de esta ley hubiera resultado asimismo en la desprotección de 11 000 ha en toda la Comunidad.

### Datos del proyecto
El proyecto prevé la urbanización de 21 millones de metros cuadrados, con una edificabilidad muy baja (0,14 m²/m²) y normas restrictivas para proteger el medio ambiente. El diseño original de Marina de Cope prevé la edificación de unos 20 hoteles y 9.000 viviendas, así como cinco campos de golf, diez campos de fútbol, una marina interior de 2.000 puntos de amarre y un centro de congresos. La inversión total rondará los 4.000 millones de euros, y estima la creación de unos 3 000 puestos de trabajo directos.

### Reacciones al proyecto
La Ley del Suelo de abril de 2001 de la Comunidad de Murcia que permitiría ésta recalificación fue recurrida ante el Tribunal Constitucional por el PSOE ese mismo año, ya que se añadió una enmienda de última hora sin informes técnicos: « los límites de los Espacios Naturales Protegidos incluidos en la disposición adicional tercera y anexo de la Ley 4/1992, de 30 de julio, de Ordenación y Protección del Territorio de la Región de Murcia, se entenderán ajustados a los límites de los Lugares de Importancia Comunitaria a que se refiere el Acuerdo del Consejo de Gobierno de 28 de julio de 2000». Lo que se traduce en la práctica en la posibilidad de desproteger aquellos terrenos que fuesen parque regional, pero no LIC. Sin embargo, el Tribunal Constitucional tardaría en pronunciarse. Esta situación motivó una pregunta a la Comisión Europea por parte del eurodiputado español verde David Hammerstein en junio de 2007. Por su parte, las asociaciones WWF/Adena, ANSE (Asociación de Naturalistas del Sureste) y Prolitoral (para la defense jurídica del Medio Ambiente) remitieron en junio de 2008 a los ayuntamientos de Lorca y Águilas sendos escritos de alegaciones a la Modificación de los Planes Generales de Ordenación Urbana de los dos municipios en esta zona costera, pues se basan en la Ley del Suelo recurrida al Constitucional.
Así, mientras el alcalde de Lorca, Francisco Jódar (PP), definió el proyecto cómo algo fundamental para el desarrollo y la diversificación económica del término municipal, el portavoz de IU expresaba su preocupación de que en pocos años, a no ser que lo evitemos mediante la movilización ciudadana, las calas y la riqueza paisajística de Cabo Cope habrá desaparecido para siempre. Es un auténtico atentado, una barbarie. Por su parte, el Gobierno de Murcia (a través de la directora general de Infraestructuras Turísticas), defiende que el proyecto es de interés regional y que salvaguarda los valores ambientales y paisajísticos: Es lo más sostenible que vamos a tener, un referente turístico a nivel del Mediterráneo, con 10 millones de metros cuadrados protegidos; y en palabras del consejero de Turismo y Consumo, José Pablo Ruiz Abellán, va a ser el nuevo Cancún, el complejo urbano-turístico más grande de Europa.
Por otro lado, organizaciones ecologistas como Greenpeace o Ecologistas en Acción denuncian que Buena parte de sus más de 2.000 hectáreas fueron descatalogadas como espacio protegido con la Ley Regional del Suelo. La superficie descatalogada y previamente integrante del Parque Regional incluye 700 hectáreas de Hábitats de Interés Comunitario. La AIR (Actuación de Interés Regional) proyectada en esta zona es totalmente incompatible con la conservación de dicho hábitat prioritario, además de afectar gravemente el hábitat de la Tortuga mora e incluye actuaciones tan descabelladas y desfasadas como una marina interior. Por su parte, la Coordinadora La Región de Murcia no se vende ha organizado diversas acciones de protesta como manifestaciones, recogida de firmas, así como de información de los posibles compradores europeos en sus países de origen.
Asimismo, la Oficina Verde de la Universidad de Murcia ha criticado el proyecto: En ningún país civilizado se puede permitir que se retroceda en la protección de espacios naturales.

### Relanzamiento del proyecto
La crisis económica de 2008 paralizó de facto el proyecto, sin embargo la comunidad autónoma y los propietarios del suelo (entre los que se encuentra Iberdrola -del tiempo en que se preveía instalar la central nuclear-, Bancaja o Cajamurcia) han anunciado que relanzan el proyecto con un nuevo diseño.

### Sentencia del Tribunal Constitucional
El 20 de diciembre de 2012 se hizo pública la sentencia del Tribunal Constitucional sobre el recurso presentado en el año 2001 por 65 diputados del Grupo Parlamentario Socialista en el Congreso de los Diputados. Los diputados recurrentes alegaban que la disposición adicional octava de la Ley 1/2001, de 24 de abril, del Suelo de la Región de Murcia vulneraba los artículos 9.3 y 45 de la Constitución Española. Durante el plazo establecido presentaron alegaciones tanto el Gobierno autonómico como la Asamblea Regional. Finalmente, el pleno del Tribunal, reunido el 13 de diciembre, estimó el recurso y declaró inconstitucional y nula la disposición adicional octava del Decreto Legislativo 1/2005, de 10 de junio, por el que se aprueba el texto refundido de la Ley del Suelo de la Región de Murcia, que había derogado la anterior Ley pero que mantenía de forma literal la disposición recurrida.
Sin embargo, a pesar de la sentencia el presidente del Gobierno Regional, Ramón Luis Valcárcel, afirmó que se seguiría adelante con el proyecto subsanando los posibles errores cometidos.
El 22 de marzo del año 2019, el Tribunal Superior de Justicia de Murcia, rechaza el recurso interpuesto contra la anulación de las modificaciones realizadas en los planes urbanísticos de los municipios de Águilas y Lorca, donde se desarrollaba el complejo urbanístico de la Marina de Cope (complejo residencial y hotelero con marina deportiva y campos de golf).